# Premio Geffen
El Premio Geffen es un premio de literatura de ciencia ficción otorgado en Israel desde 1999 por la Sociedad Israelí de Ciencia Ficción y Fantasía.
Los premios de ciencia ficción israelíes se otorgan en honor al editor y traductor Amos Geffen, uno de los fundadores de la Sociedad Israelí de Ciencia Ficción y Fantasía.